# Sven Bender
Sven Bender (Rosenheim, 1989. április 27. –) német labdarúgó, az 1860 München, a Borussia Dortmund és Bayer Leverkusen, valamint a német válogatott korábbi védekező középpályása – hátvédje. Ikertestvére Lars Bender szintén labdarúgó, akivel 2017 és 2021 között csapattársak voltak a Leverkusenben.

A Borussia Dortmund játékosaként ként alkalommal nyert német bajnokságot és német kupát, valamint német szuperkupát. A 2016-os riói olimpián ezüstérmet szerzett a német válogatottal.

## Klubkarrierje
Bender Rosenheim-ben született, Bajorországban. 2006-ban került fel a TSV 1860 München nagy csapatához, ahol 2009-ig játszott.
2009-ben a német élvonalban szereplő Borussia Dortmund csapatához szerződött, mellyel 2013-ig kötött szerződést.
2013-ban a szerződését 2017-ig hosszabbította meg a klub.

### Bayer Leverkusen
A sérülésekkel hátráltatott 2016-17-es idény során Bender mindössze hatszor léphetett pályára a Bundesligában a Dortmund színeiben. 2017 nyarán a rivális Bayer Leverkusen együtteséhez szerződött, amikor is a két klub tulajdonképp "védőt cserélt". Az Ömer Toprak helyére érkező Bendert a klubváltásban ikertestvére is motiválta, hiszen Lars már 2009 óta a Gyógyszergyáriakat erősítette. A 28 éves Sven rögtön a kezdőcsapatban kapott szerepet a fiatal tehetség Jonathan Tah oldalán – a védelem tengelyében. Első gólját új csapatában októberben, a Mönchengladbach ellen szerezte. A német kupában egészen az elődöntőig jutott a Bayerrel, ahol is a Bayern München állta útjukat. 
A következő szezon során is alapembernek számított, segítségével a szezon utolsó fordulójában a csapat elcsípte a Bajnokok ligája indulást érő negyedik helyet. Az emlékezetes idényt futó, Kai Havertz nevével fémjelzett csapattal ugyan kiesett a BL csoportköréből, de az Európa-ligában egészen a negyeddöntőig jutott, ahol az Inter állította meg őket. Novemberben Bender megszerezte pályafutása első és egyetlen nemzetközi gólját, amikor a Lokomotiv Moszkva hálójába talált be. A remek európai szerepléssel párhuzamosan a Bayerrel bejutott a német kupa fináléjába, ahol ugyan gólt is szerzett, de végül alulmaradtak a rekordbajnok Bayern Münchennel szemben.
Utolsó idényében a Gyógyszergyáriak meglepően jó formában kezdték az évet, decemberben még a tabellát is vezették, majd ugyanilyen váratlanul összeomlottak az idény felénél. A térdsérülés miatt közel egy tucat mérkőzést kihagyni kényszerülő, ekkor már 31 éves Sven, testvérével Lars-szal együtt december végén jelentette be visszavonulását a profi futballtól. Utolsó mérkőzésén, a szezon zárófordulójában ő viselhette a csapatkapitányi karszalagot. A 89. percben testvére váltotta a pályán.

## Válogatott
Ő is tagja volt annak az U19-es válogatottnak, akik megnyerték a 2008-as U19-es labdarúgó-Európa-bajnokságot. 2011 márciusában debütált az Ausztrál labdarúgó-válogatott ellen a felnőtt válogatottban.
Ikertestvérével, Lars-szal együtt tagja volt annak az olimpiai válogatottnak, mely 2016-ban ezüstérmet szerzett a Riói olimpián. Sven minden mérkőzésen kezdett, a büntetőrúgásokkal elvesztett döntőt is végigjátszotta.

## Statisztika
2021. május 22.
| Klub teljesítménye | Klub teljesítménye | Klub teljesítménye | Bajnokság | Bajnokság | Kupa     | Kupa  | Nemzetközi | Nemzetközi | Összesen | Összesen |
| Szezon             | Klub               | Bajnokság          | Mérkőzés  | Gólok     | Mérkőzés | Gólok | Mérkőzés   | Gólok      | Mérkőzés | Gólok    |
| ------------------ | ------------------ | ------------------ | --------- | --------- | -------- | ----- | ---------- | ---------- | -------- | -------- |
| 2006–07            | 1860 München       | Bundesliga 2       | 13        | 0         | 0        | 0     | —          | —          | 13       | 0        |
| 2007–08            | 1860 München       | Bundesliga 2       | 27        | 1         | 3        | 0     | —          | —          | 30       | 1        |
| 2008–09            | 1860 München       | Bundesliga 2       | 25        | 0         | 1        | 0     | —          | —          | 26       | 0        |
| Összesen           | Összesen           | Összesen           | 65        | 1         | 4        | 0     | —          | —          | 69       | 1        |
| 2009–10            | Borussia Dortmund  | Bundesliga         | 19        | 0         | 0        | 0     | —          | —          | 19       | 0        |
| 2010–11            | Borussia Dortmund  | Bundesliga         | 31        | 1         | 1        | 0     | 7          | 0          | 39       | 0        |
| 2011–12            | Borussia Dortmund  | Bundesliga         | 24        | 1         | 3        | 0     | 4          | 0          | 31       | 1        |
| 2012–13            | Borussia Dortmund  | Bundesliga         | 20        | 1         | 0        | 0     | 11         | 0          | 31       | 1        |
| 2013–14            | Borussia Dortmund  | Bundesliga         | 19        | 1         | 2        | 0     | 5          | 0          | 26       | 1        |
| 2014–15            | Borussia Dortmund  | Bundesliga         | 20        | 0         | 5        | 0     | 6          | 0          | 31       | 0        |
| 2015–16            | Borussia Dortmund  | Bundesliga         | 19        | 0         | 5        | 0     | 11         | 0          | 35       | 0        |
| 2016–17            | Borussia Dortmund  | Bundesliga         | 6         | 0         | 1        | 0     | 1          | 0          | 8        | 0        |
| Összesen           | Összesen           | Összesen           | 158       | 4         | 18       | 0     | 46         | 0          | 221      | 4        |
| 2017–18            | Bayer Leverkusen   | Bundesliga         | 29        | 2         | 5        | 0     | —          | —          | 31       | 2        |
| 2018–19            | Bayer Leverkusen   | Bundesliga         | 27        | 0         | 2        | 0     | 3          | 0          | 32       | 0        |
| 2019–20            | Bayer Leverkusen   | Bundesliga         | 33        | 2         | 5        | 1     | 9          | 1          | 47       | 4        |
| 2020–21            | Bayer Leverkusen   | Bundesliga         | 18        | 0         | 1        | 0     | 1          | 0          | 20       | 0        |
| Összesen           | Összesen           | Összesen           | 107       | 4         | 13       | 1     | 13         | 1          | 130      | 6        |
| Karrier összesen   | Karrier összesen   | Karrier összesen   | 330       | 9         | 37       | 1     | 59         | 1          | 426      | 11       |

1. ↑  Includes DFB-Pokal and Német labdarúgó-szuperkupa
2. ↑  Includes UEFA-bajnokok ligája and Európa-liga

## Sikerei, díjai

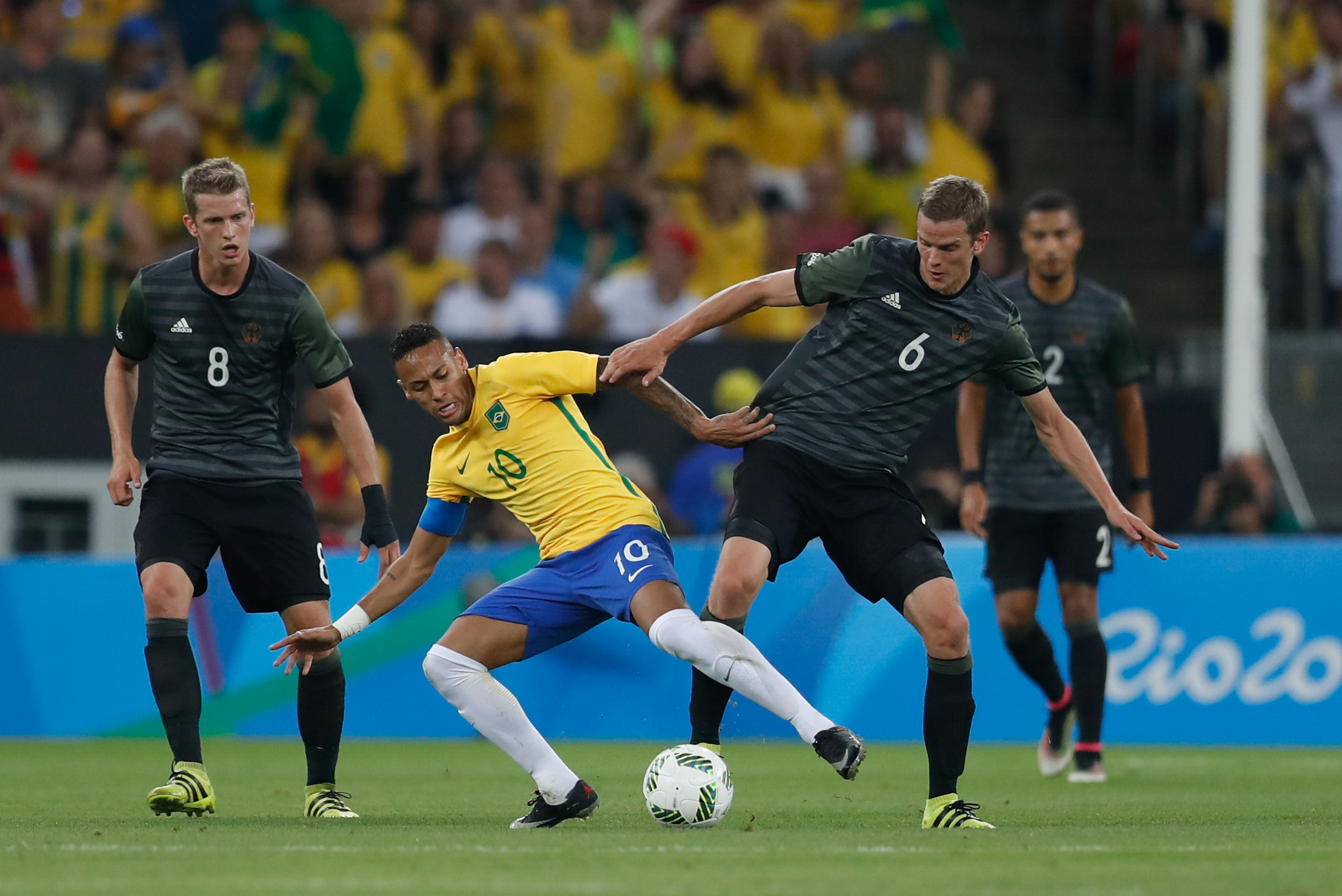
Sven (6) és testvére Lars (8) Neymart szerelik az olimpiai döntőn (2016)

### Válogatott
- U19-es labdarúgó-Európa-bajnokság (1): győztes, 2008
- 2016. évi nyári olimpiai játékok (1): ezüstérmes, 2016

### Klub
TSV 1860 München
- U17-es Német Bajnokság (1): győztes, 2006

Borussia Dortmund
- Bundesliga (2): bajnok, 2010–11, 2011–12
- Német kupa (2): győztes, 2011–12, 2016–17
- Német szuperkupa (2): győztes, 2013-14, 2014-15

## Fordítás
- Ez a szócikk részben vagy egészben  a   Sven Bender című angol Wikipédia-szócikk fordításán alapul.  Az eredeti cikk szerkesztőit annak laptörténete sorolja fel. Ez a jelzés csupán a megfogalmazás eredetét és a szerzői jogokat jelzi, nem szolgál a cikkben szereplő információk forrásmegjelöléseként.